# Campionati europei di atletica leggera indoor 2011 - 60 metri piani maschili
La gara si è svolta il 5 e il 6 marzo 2011.

## Podio
| #       | Atleta              | Nazionalità | Tempo | Note                                     |
| ------- | ------------------- | ----------- | ----- | ---------------------------------------- |
| Oro     | Francis Obikwelu    | Portogallo  | 6"53  | Record nazionale                         |
| Argento | Dwain Chambers      | Regno Unito | 6"54  | Miglior prestazione personale stagionale |
| Bronzo  | Christophe Lemaitre | Francia     | 6"58  |                                          |

## Record
Prima di questa competizione, il record del mondo (RM), il record europeo (EU) ed il record dei campionati (RC) sono i seguenti:
| Record                | Prestazione | Atleta                     | Data                                                             | Competizione                                       |
| --------------------- | ----------- | -------------------------- | ---------------------------------------------------------------- | -------------------------------------------------- |
| Record mondiale       | 6"39        | Maurice Greene Stati Uniti | 3 febbraio 1998 Madrid, Spagna 3 marzo 2001 Atlanta, Stati Uniti |                                                    |
| Record europeo        | 6"42        | Dwain Chambers Regno Unito | 7 marzo 2009 Torino, Italia                                      | Campionati europei di atletica leggera indoor 2009 |
| Record dei campionati | 6"42        | Dwain Chambers Regno Unito | 7 marzo 2009 Torino, Italia                                      | Campionati europei di atletica leggera indoor 2009 |

## Risultati

### Primo turno
I primi 4 di ogni batteria e i 4 migliori tempi si qualificano per le semifinali.

#### Batteria 1
| Pos. | Corsia | Nome              | Nazione     | Reazione | Tempo | Note                          |
| ---- | ------ | ----------------- | ----------- | -------- | ----- | ----------------------------- |
| 1    | 6      | Pascal Mancini    | Svizzera    | 0.136    | 6"61  | Q                             |
| 2    | 8      | Brian Mariano     | Paesi Bassi | 0.162    | 6"68  | Q                             |
| 3    | 1      | Rytis Sakalauskas | Lituania    | 0.175    | 6"70  | Q =                           |
| 4    | 4      | Libor Zilka       | Rep. Ceca   | 0.141    | 6"71  | Q                             |
| 5    | 3      | Michael Tumi      | Italia      | 0.172    | 6"72  | q                             |
| 6    | 2      | Christian Blum    | Germania    | 0.156    | 6"80  |                               |
| 7    | 5      | Federico Gorrieri | San Marino  | 0.149    | 7"13  | Miglior prestazione personale |
| 8    | 7      | Andrew Cavilla    | Gibilterra  | 0.258    | 7"61  |                               |

#### Batteria 2
| Pos. | Corsia | Nome                   | Nazione              | Reazione | Tempo | Note             |
| ---- | ------ | ---------------------- | -------------------- | -------- | ----- | ---------------- |
| 1    | 8      | Francis Obikwelu       | Portogallo           | 0.155    | 6"61  | Q                |
| 2    | 7      | Martial Mbandjock      | Francia              | 0.168    | 6"66  | Q =              |
| 3    | 3      | Emanuele Di Gregorio   | Italia               | 0.172    | 6"70  | Q                |
| 4    | 4      | Iván Mocholí           | Spagna               | 0.159    | 6"74  | Q                |
| 5    | 5      | Dario Horvat           | Croazia              | 0.154    | 6"81  |                  |
| 6    | 2      | Harry Aikines-Aryeetey | Regno Unito          | 0.162    | 6"94  |                  |
| 7    | 6      | Ilija Cvijetić         | Bosnia ed Erzegovina | 0.137    | 6"94  | Record nazionale |

#### Batteria 3
| Pos. | Corsia | Nome                | Nazione     | Reazione | Tempo | Note                                     |
| ---- | ------ | ------------------- | ----------- | -------- | ----- | ---------------------------------------- |
| 1    | 4      | Christophe Lemaitre | Francia     | 0.148    | 6"59  | Q                                        |
| 2    | 8      | Cédric Nabe         | Svizzera    | 0.154    | 6.64  | Q                                        |
| 3    | 3      | Arnaldo Abrantes    | Portogallo  | 0.149    | 6"65  | Q =                                      |
| 4    | 2      | Ryan Moseley        | Austria     | 0.141    | 6"69  | Q                                        |
| 5    | 7      | Jan Veleba          | Rep. Ceca   | 0.156    | 6"69  | q                                        |
| 6    | 6      | Ruslan Abbasov      | Azerbaigian | 0.144    | 6"77  | Miglior prestazione personale stagionale |
| 7    | 5      | Jarkko Ruostekivi   | Finlandia   | 0.159    | 6"82  |                                          |

#### Batteria 4
| Pos. | Corsia | Nome              | Nazione     | Reazione | Tempo | Note             |
| ---- | ------ | ----------------- | ----------- | -------- | ----- | ---------------- |
| 1    | 4      | Ronalds Arājs     | Lettonia    | 0.157    | 6"70  | Q                |
| 2    | 7      | Joel Fearon       | Regno Unito | 0.164    | 6"70  | Q                |
| 3    | 8      | Patrick van Luijk | Paesi Bassi | 0.173    | 6"71  | Q                |
| 4    | 3      | Stefan Tärnhuvud  | Svezia      | 0.167    | 6"72  | Q =              |
| 5    | 2      | Hannu Hämäläinen  | Finlandia   | 0.143    | 6"75  | q                |
| 6    | 5      | Aleksandr Špajer  | Russia      | 0.183    | 6"75  | q                |
| 7    | 6      | Arman Andreasyan  | Armenia     | 0.167    | 6"93  | Record nazionale |

#### Batteria 5
| Pos. | Corsia | Nome                  | Nazione     | Reazione | Tempo | Note        |
| ---- | ------ | --------------------- | ----------- | -------- | ----- | ----------- |
| 1    | 8      | Jonathan Åstrand      | Finlandia   | 0.156    | 6"70  | Q           |
| 2    | 2      | Aljaksandr Linnik     | Bielorussia | 0.163    | 6"70  | Q =         |
| 3    | 4      | Dwain Chambers        | Regno Unito | 0.164    | 6"71  | Q           |
| 4    | 7      | Ángel David Rodríguez | Spagna      | 0.160    | 6"74  | Q           |
| 5    | 5      | Ággelos Aggelákis     | Grecia      | 0.162    | 6"77  |             |
| 6    | 6      | Panayiotis Ioannou    | Cipro       | 0.161    | 6"80  |             |
| –    | 3      | Martin Keller         | Germania    |          | –     | non partito |

### Semifinali
I primi 2 di ogni batteria e i 2 migliori tempi si qualificano alla finale.

#### Semifinale 1
| Pos. | Corsia | Nome                  | Nazione     | Reazione | Tempo | Note |
| ---- | ------ | --------------------- | ----------- | -------- | ----- | ---- |
| 1    | 3      | Dwain Chambers        | Regno Unito | 0.149    | 6"61  | Q    |
| 2    | 2      | Martial Mbandjock     | Francia     | 0.158    | 6"61  | Q    |
| 3    | 6      | Arnaldo Abrantes      | Portogallo  | 0.150    | 6"66  |      |
| 4    | 7      | Pascal Mancini        | Svizzera    | 0.153    | 6"67  |      |
| 5    | 8      | Libor Zilka           | Rep. Ceca   | 0.146    | 6"68  |      |
| 6    | 1      | Aleksandr Špajer      | Russia      | 0.159    | 6"68  |      |
| 7    | 4      | Ángel David Rodríguez | Spagna      | 0.143    | 6"76  |      |
| 8    | 5      | Jonathan Åstrand      | Finlandia   | 0.154    | 6"77  |      |

#### Semifinale 2
| Pos. | Corsia | Nome                 | Nazione     | Reazione | Tempo | Note |
| ---- | ------ | -------------------- | ----------- | -------- | ----- | ---- |
| 1    | 4      | Christophe Lemaitre  | Francia     | 0.146    | 6"55  | Q    |
| 2    | 5      | Brian Mariano        | Paesi Bassi | 0.146    | 6"60  | Q    |
| 3    | 7      | Emanuele Di Gregorio | Italia      | 0.159    | 6"62  | q =  |
| 4    | 6      | Cédric Nabe          | Svizzera    | 0.155    | 6"62  | q    |
| 5    | 3      | Rytis Sakalauskas    | Lituania    | 0.180    | 6"71  |      |
| 6    | 1      | Hannu Hämäläinen     | Finlandia   | 0.132    | 6"71  |      |
| 7    | 2      | Iván Mocholí         | Spagna      | 0.147    | 6"71  |      |
| 8    | 8      | Stefan Tärnhuvud     | Svezia      | 0.160    | 6.72  | =PB  |

#### Semifinale 3
| Pos. | Corsia | Nome              | Nazione     | Reazione | Tempo | Note |
| ---- | ------ | ----------------- | ----------- | -------- | ----- | ---- |
| 1    | 3      | Francis Obikwelu  | Portogallo  | 0.164    | 6"61  | Q    |
| 2    | 8      | Ryan Moseley      | Austria     | 0.171    | 6"68  | Q    |
| 3    | 4      | Joel Fearon       | Regno Unito | 0.178    | 6"69  |      |
| 4    | 7      | Patrick van Luijk | Paesi Bassi | 0.171    | 6"70  |      |
| 5    | 1      | Jan Veleba        | Rep. Ceca   | 0.154    | 6"71  |      |
| 6    | 5      | Aljaksandr Linnik | Bielorussia | 0.159    | 6"71  |      |
| 7    | 2      | Michael Tumi      | Italia      | 0.172    | 6"71  | =    |
| 8    | 6      | Ronalds Arājs     | Lettonia    | 0.161    | 6"78  |      |

### Finale
| Pos. | Corsia | Nome                 | Nazione     | Reazione | Tempo | Note                                     |
| ---- | ------ | -------------------- | ----------- | -------- | ----- | ---------------------------------------- |
| 1    | 3      | Francis Obikwelu     | Portogallo  | 0.155    | 6"53  | Record nazionale                         |
| 2    | 6      | Dwain Chambers       | Regno Unito | 0.142    | 6"54  | Miglior prestazione personale stagionale |
| 3    | 4      | Christophe Lemaitre  | Francia     | 0.162    | 6"58  |                                          |
| 4    | 2      | Emanuele Di Gregorio | Italia      | 0.133    | 6"59  | Miglior prestazione personale stagionale |
| 5    | 7      | Martial Mbandjock    | Francia     | 0.148    | 6"61  | =                                        |
| 6    | 5      | Brian Mariano        | Paesi Bassi | 0.150    | 6"64  |                                          |
| 7    | 1      | Cédric Nabe          | Svizzera    | 0.162    | 6"67  |                                          |
| 8    | 8      | Ryan Moseley         | Austria     | 0.160    | 6"68  |                                          |